# Francis Cammaerts
Pour les articles homonymes, voir Cammaerts.
 (novembre 2010).
Si vous disposez d'ouvrages ou d'articles de référence ou si vous connaissez des sites web de qualité traitant du thème abordé ici, merci de compléter l'article en donnant les références utiles à sa vérifiabilité et en les liant à la section « Notes et références ».
Francis Cammaerts (né le 16 juin 1916 à Londres et mort le 3 juillet 2006 au Pouget) pendant la Seconde Guerre mondiale, est un officier de l'armée de terre britannique, qui fut un agent du SOE, section F. Il organisa dans le sud-est de la France des réseaux de résistance chargés d'actions de sabotage contre l'armée allemande.

## Avant-guerre
Le 16 juin 1916, il naît à Londres et va à l'école de Mill Hill.
Dans les années 1930, il étudie au St Catharine's College de l'université de Cambridge, où il est inscrit en anglais et en histoire (M.A.) et devient pacifiste.
Il commence une carrière d'instituteur, d'abord à Cabin Hill School, Belfast, puis  à l'école de garçons de Penge à Londres, où il enseigne avec son ami très proche, Harry Rée, qui sera aussi agent du SOE.

## Seconde Guerre mondiale
En 1940, objecteur de conscience, il devient travailleur agricole, solution alternative au service militaire.
Le 31 mars 1941, la mort de son frère en service dans la RAF le fait changer de position : il ne veut plus rester inactif. Il épouse Nancy Finlay.

### SOE
En octobre 1942, il rejoint le SOE, qui l'a remarqué à cause de sa capacité en français. Il reçoit un entraînement intensif.
En 1943, avec pour nom de guerre « Roger », il est envoyé en France, zone nord. Dans la nuit du 23 au 24 mars, un Lysander le dépose près de Compiègne. Plus d'une douzaine de réseaux du SOE section F sont alors actifs. Il a pour mission d’assurer, au sein du réseau SPINDLE de Peter Churchill, la fonction d'officier de liaison avec le réseau DONKEYMAN d'Henri Frager qui opère alors dans la haute vallée du Rhône, mais son comité de réception le conduit d'abord à Paris, en négligeant gravement la sécurité, ce qui le met en garde contre les risques de tels comportements. Haut de plus de six pieds, on le remarque facilement. Il quitte Paris par un train de nuit pour rejoindre DONKEYMAN à Annecy. À Cannes, il établit une couverture : il sera un enseignant en convalescence après une jaunisse. C'est la seule période où il passe plus de quatre nuits au même endroit, la sécurité étant le critère principal devant la rapidité.
Ayant découvert que DONKEYMAN avait été pénétré par Hugo Bleicher de l'Abwehr, il se déplace à Saint-Jorioz dans les montagnes de Savoie et y établit son propre réseau JOCKEY, consistant en sept ou huit individus de confiance, un étant Cecily Lefort. Après avoir été complètement instruits de l'importance de la sécurité, ces agents SOE se mettent à recruter des saboteurs potentiels pour le bon le moment.
Pour Cammaerts, la question clé en matière de sécurité individuelle est d'insister pour que les agents aient toujours une raison crédible d'être là où ils sont au cas où ils soient arrêtés par une patrouille allemande. 
À la fin de l'année, il met en place plusieurs groupes, petits et semi-autonomes, rattachés à son réseau JOCKEY. Ils se développent sur la rive gauche du Rhône, entre Vienne et Arles et vers l'est dans l'arrière-pays dans la vallée de l'Isère. Il se déplace aux alentours sur une moto et rend visite ainsi à chaque groupe.
Personne ne connaît son véritable nom, sa nationalité ou son domicile. Cammaerts s'est assuré que le réseau JOCKEY est prêt à jouer son rôle dans les sabotages qui seraient nécessaires.
En novembre, il est rappelé à Londres. Un avion Hudson le ramène en dans la nuit du 15 au 16 novembre 1943. Il découvre le problème qui existe entre les différents agents travaillant en France, ceux qui sont placés sous l'autorité du quartier général de Charles de Gaulle et les autres, dont beaucoup sont citoyens français et travaillent sous le commandement de la section F du SOE.
Les gaullistes estiment inconstitutionnel que des Français soient recrutés par une puissance étrangère. Comme les Britanniques et la France libre se battent pour la même cause, cela peut paraitre une chicane mineure. Elle ne fut jamais entièrement résolue, et de Gaulle insista pour que toutes les opérations du SOE en France cessassent peu après la libération de Paris, en août 1944. 
En février 1944, à son retour en France, l'avion de Cammaerts subit un givre intense. deux moteurs prennent feu et tout le monde doit sauter en parachute à l’aveugle. Il s'en sort sans être blessé, mais il est en situation délicate car il a sur lui un million de francs et cent fausses cartes de rationnement. Il parvient heureusement à convaincre un fermier des environs de sa bonne foi, ce qui permet aux membres de l'équipage de se situer. Ils rentreront en Angleterre en passant par l'Espagne.
Il poursuit la vérification que le réseau JOCKEY fonctionne correctement. Il rend visite au groupe de 3000 maquisards (jeunes français qui ont fui sur le plateau du Vercors pour éviter d'être envoyés en Allemagne au titre du service du travail obligatoire).
En avril, il informe le quartier général à Londres que le Vercors dispose d'une armée bien organisée mais a besoin d'armes lourdes et anti-char.
Après le débarquement, le réseau JOCKEY de Cammaerts joue son rôle : coupure de lignes ferroviaires. Cela est un sévère empêchement de la progression des Allemands. Il est nommé chef des missions alliées dans le sud-est ; l'organisation qu'il a construite comprend plus de 10 000 membres. Le plateau du Vercors ne réussit pas si bien puisqu'il s'est vu refuser les armes lourdes par Londres, qui pense, en se basant sur l'expérience de la Yougoslavie, qu'ils ne devraient pas se battre. Le Vercors est finalement attaqué par deux divisions allemandes complètes avec leur support aérien. C'est alors naturellement la déroute, et les maquisards s'enfuient partout où ils peuvent se cacher.
Le 15 août, les alliés commencent à débarquer en Provence (Opération Anvil Dragoon). Le réseau JOCKEY, avec d'autres équipes, participe, en maintenant ouverte la route de Cannes à Grenoble, permettant ainsi aux armées alliées d'avancer vers le nord. Le 18, en dépit de sa vigilance scrupuleuse en matière de sécurité, Cammaerts, Xan Fielding et un collègue sont arrêtés par la Gestapo à Digne-les-Bains, qui ne réalise probablement pas l'importance de Cammaerts. Krystyna Skarbek, une jeune Polonaise du SOE, qui a évité l'arrestation, parvient à faire libérer Cammaerts et les autres. Elle confronte deux collaborateurs, Albert Schenck, un officier de liaison français avec la Gestapo et un interprète belge, leur annonçant que les troupes américaines arrivant, il fallait qu'ils co-opèrent, faute de quoi ils seraient pendus par la foule. Les collaborateurs terrifiés relâchent Cammaerts, Fielding et le collègue. Cela conclut les 15 mois d'activité de Cammaerts en France occupée.

## Après-guerre
Après être démobilisé, il travaille pour l'Agence Internationale pour les Réparations à Bruxelles.
En 1952, il retourne à l'enseignement et devient plus tard directeur d'école à Stevenage pendant neuf ans.
De 1961 à 1966, il dirige un collège à Leicester.
Il retourne en Angleterre pour devenir directeur du Rolle College, qui forme les instituteurs, à Exeter. Elle deviendra plus tard une partie de l'Université d'Exeter.
En 1981, il sort de sa retraite pour lancer une université de formation des enseignants au Botswana.
En 1987, il prend sa retraite.
En 2000, La BBC diffuse la série télévisée Secret Agent, où il dit : « L'élément le plus important était la femme au foyer française qui nous nourrissait, nous habillait, et maintenait notre moral. » Comme dans d'autres cas d'agents qui opérèrent en territoire occupé par l'ennemi pendant de longues périodes, il donne ainsi une nouvelle marque de gratitude envers les citoyens français ordinaires qui lui avaient fourni, à lui et à ses collègues, sécurité et confort.
Il meurt le 3 juillet 2006 au Pouget.

## Œuvre
Il résuma son action dans le chapitre Le réseau Buckmaster-Jockey du livre collectif, Pour l'amour de la France.

## Reconnaissance
- Royaume-Uni : ordre du Service distingué décerné le 21 juin 1945 pour son activité comme chef de réseau et pour son courage en France[6].
- France : officier de la Légion d'honneur, 1991.
- États-Unis : médaille de la Liberté, 1947.

## Identités
- État civil : Francis Charles Albert Cammaerts
- Comme agent du SOE, section F :
  - Nom de guerre (field name) : « Roger »
  - Nom de code opérationnel : JOCKEY

Parcours militaire : SOE, section F ; grade : captain + Lieutenant Colonel

## Famille
- Son père : Professeur Émile Cammaerts (1878-1953), poète belge.
- Sa mère : Helen (Tita) Brand, actrice shakespearienne, fille de Marie Brema, chanteuse d'opéra.
- 4 sœurs (2 plus jeunes et 2 plus âgées)
- 1 frère (plus jeune) : Pieter Emile Gerald Cammaerts, mort le 30 mars 1941, âgé de 21 ans, alors sergent (observateur) au 101 Squadron RAFVR.
- Sa femme : Nancy Finlay (1941). Ils eurent 4 enfants.

## Sources et liens externes
- (en) Fiche Cammaerts, Francis Charles Albert, avec photographies, sur le site Special Forces Roll of Honour.
- (en) Nécrologie dans le The Guardian
- M. R. D. Foot (trad. de l'anglais par Rachel Bouyssou), Des Anglais dans la Résistance : le service secret britannique d'action (SOE) en France, 1940-1944, Paris, Tallandier, 2008, 799 p. (ISBN 978-2-84734-329-8) annot. Jean-Louis Crémieux-Brilhac. Traduction en français par Rachel Bouyssou de (en) SOE in France. An account of the Work of the British Special Operations Executive in France, 1940-1944, London, Her Majesty's Stationery Office, 1966, 1968 ; Whitehall History Publishing, in association with Frank Cass, 2004. Ce livre présente la version officielle britannique de l’histoire du SOE en France.
- Hugh Verity, Nous atterrissions de nuit..., préface de Jacques Mallet, 5e édition française, Éditions Vario, 2004,  (ISBN 2-913663-10-9)
- Fédération des unités combattantes de la Résistance et des FFI de la Drôme, Spilmont (préf. Rodolphe Pesce), Pour l'amour de la France : Drôme-Vercors, 1940-1944, Valence, Editions Peuple libre, 1989 (ISBN 2-907655-04-3), « Le réseau Buckmaster-Jockey », p. 82-86.
- Article du Wikipedia de langue anglaise.
- (en) Interview, Leicester Mercury